# Side One
Side One je dvanácté sólové studiové album amerického hudebníka Adriana Belewa. Vydáno bylo v lednu roku 2005 společností Sanctuary Records Group a jeho producentem byl sám Belew. Jde o první ze série, následovala alba Side Two, Side Three a koncertní záznam Side Four. Belew je rovněž autorem obalu alba.

## Seznam skladeb
1. „Ampersand“ – 4:23
2. „Writing on the Wall“ – 3:53
3. „Matchless Man“ – 2:32
4. „Madness“ – 6:54
5. „Walk Around the World“ – 4:58
6. „Beat Box Guitar“ – 5:08
7. „Under the Radar“ – 1:39
8. „Elephants“ – 2:15
9. „Pause“ – 1:20

## Obsazení
- Adrian Belew – zpěv, různé nástroje
- Les Claypool – baskytara
- Danny Carey – bicí, tabla
- Gary Tussing – violoncello
- Peter Hyrka – housle
- Ian Wallace – hlas